# Juegos Olímpicos de Los Ángeles 2028
Los Juegos Olímpicos de Los Ángeles 2028, oficialmente conocidos como los Juegos de la XXXIV Olimpiada, serán un evento multideportivo internacional que se llevará a cabo en 2028 en la ciudad de Los Ángeles, Estados Unidos. Inicialmente, tras el retiro de Boston, Los Ángeles presentó su candidatura a los Juegos Olímpicos de 2024. Aunque se había planteado que la sede de esos Juegos fuera seleccionada el 13 de septiembre de 2017, durante la 130.ª Sesión del Comité Olímpico Internacional (COI) en Lima, el 31 de julio de 2017, Los Ángeles llegó a un acuerdo con el COI para retirar su candidatura y aceptar organizar los Juegos de 2028, permitiendo que París —una de las dos ciudades candidatas restantes— albergara el evento en 2024. El acuerdo tripartito —París-Los Ángeles-COI— fue ratificado en la sesión del COI en Perú.
Serán los terceros Juegos Olímpicos en Los Ángeles, tras los celebrados en 1932 y 1984, y la tercera ciudad (además de Londres y París) en acogerlos en tres ocasiones.

## Proceso de selección
Aunque se tenía previsto que el proceso de candidatura comenzaría en 2019, la Comisión Ejecutiva del Comité Olímpico Internacional (COI) propuso otorgar los juegos de 2024 y 2028 durante la 130.ª Sesión en Lima, Perú. Con la aprobación de la propuesta el 11 de julio, el COI otorgará las sedes a París y Los Ángeles, las únicas ciudades candidatas restantes del proceso 2024.
Inicialmente, ambas ciudades mostraron su oposición a esta propuesta. No obstante, los encargados de la candidatura de Los Ángeles indicaron que estaban dispuestos a considerarla si se realizaban algunas concesiones. En ese sentido, tras la aprobación, los representantes de Los Ángeles «admitieron que el esperar cuatro años más puede ser "un mejor negocio"». Por su parte, el presidente de Francia, Emmanuel Macron, recalcó que París competía únicamente por los juegos de 2024 al declarar que «perdimos en tres ocasiones en la carrera para los Juegos, no queremos perder una cuarta vez».
El COI anunció que buscaría un acuerdo tripartito en el que ambas ciudades acepten los términos del nuevo sistema, se establezcan la «eventuales contribuciones financieras para ambas ciudades» y se definan las «seguridades» para las candidatas, como «que no se abrirá el proceso de candidaturas para otras ciudades para 2028». En caso de no logarlo, se desestimaría el sistema y en Lima se elegiría solo la sede de 2024, dejando la de 2028 «para un momento posterior».
No obstante, el 31 de julio, Los Ángeles llegó a un acuerdo con el COI para celebrar los Juegos de 2028, dejando a París los de 2024. La noticia se filtró dos meses antes del anuncio oficial en septiembre de ese año y fue más tarde confirmada por el COI. En este sentido, tras el anuncio, el COI publicó el Contrato de Ciudad Sede 2028 y anunció que aportará 180 millones de dólares al Comité Organizador en forma de préstamo sin intereses para cubrir los costos de iniciar sus operaciones con cuatro años de anticipación.

## Símbolos

### Logotipo
El logo oficial de los Juegos Olímpicos de Los Ángeles 2028 fue revelado el 1 de septiembre de 2020. El logo será común tanto para los Olímpicos como para los Paralímpicos.
El logotipo es de caracteres "LA" y "28" en un diseño apilado. La "A" en "LA" está diseñada para ser intercambiable, con variaciones creadas en colaboración con atletas, artistas, diseñadores, celebridades y otras figuras (como la cantante Billie Eilish, la comediante Lilly Singh y la actriz Reese Witherspoon). Una variante está inspirada en el emblema "Stars in Motion" de los Juegos Olímpicos de 1984. Tras el cierre de los Juegos de 2024, se reveló otra variación del logotipo en honor a Kobe Bryant. Cinco veces campeón de la NBA con los Lakers de Los Ángeles y dos veces medallista de oro olímpico de baloncesto con el equipo nacional de EE. UU. en 2008 y 2012. Kobe apoyo la candidatura desde su inicio, antes de su muerte en 2020.
El Comité de LA 2028 explicó que la multitud de variaciones estaba destinada a "mostrar la creatividad colectiva de nuestra comunidad y celebrar la diversidad que nos hace fuertes", ya que la ciudad "desafía una identidad singular". La directora de marketing, Amy Gleeson, declaró que el emblema fue diseñado para "fomentar una conexión más profunda con el público.

## Sedes
La candidatura de Los Ángeles se basó en la existencia de instalaciones deportivas ya construidas con anterioridad, ya que en un principio se tenía contemplado un periodo de siete años entre la elección de la ciudad y los Juegos Olímpicos de 2024, además de tener en construcción otros escenarios que serían concluídos con antelación. Se planea concentrar las instalaciones en cuatro zonas principales, además de tener sub-sedes en otras ciudades de California de cara a la competición de fútbol.
Las cuatro zonas se dividen en "parques deportivos", situados en el centro de Los Angeles, el Valle de San Fernando, South Bay (bahía sur) y Long Beach. El Coliseo de Los Angeles y el estadio Rose Bowl albergarán atletismo y fútbol. Ambos se convertirán en los primeros estadios en participar en tres Olimpiadas diferentes. El estadio BMO, que abrió en 2018 como sede del club Los Angeles FC de la MLS, tendrá fútbol de bandera y lacrosse. La Universidad de California, Los Ángeles (UCLA), albergará la Villa Olímpica, mientras que la escuela USC albergará la Villa Olímpica de los Medios. Riviera Country Club acogerá golf. Oklahoma City, Oklahoma albergará los eventos de softbol y piragüismo de canoa.
El plan para celebrar doble ceremonias de apertura tanto en el Estadio SoFi, como en el histórico Coliseo, en reconocimiento al papel del Coliseo en los Juegos Olímpicos de 1932 y 1984 se confirmo el 8 de mayo de 2025. El estadio SoFi abrió en 2020 como sede de los Rams de la NFL. Al pasar la ceremonia, SoFi alojará natación, convirtiéndose en el lugar de natación más grande de la historia olímpica. Se espera que SoFi sirva como el lugar principal de la ceremonia. La ceremonia de clausura se llevará a cabo en el Coliseo.
El plan de sedes se finalizo el 15 de abril de 2025. Debido a las reglas del comité olímpico, los organizadores no utilizarán nombres corporativos o filantrópicos existentes. Los nombres de lugares alternativos anunciados se dan entre paréntesis.

### Downtown Los Ángeles Sports Park
Varias sedes en Downtown Los Ángeles .

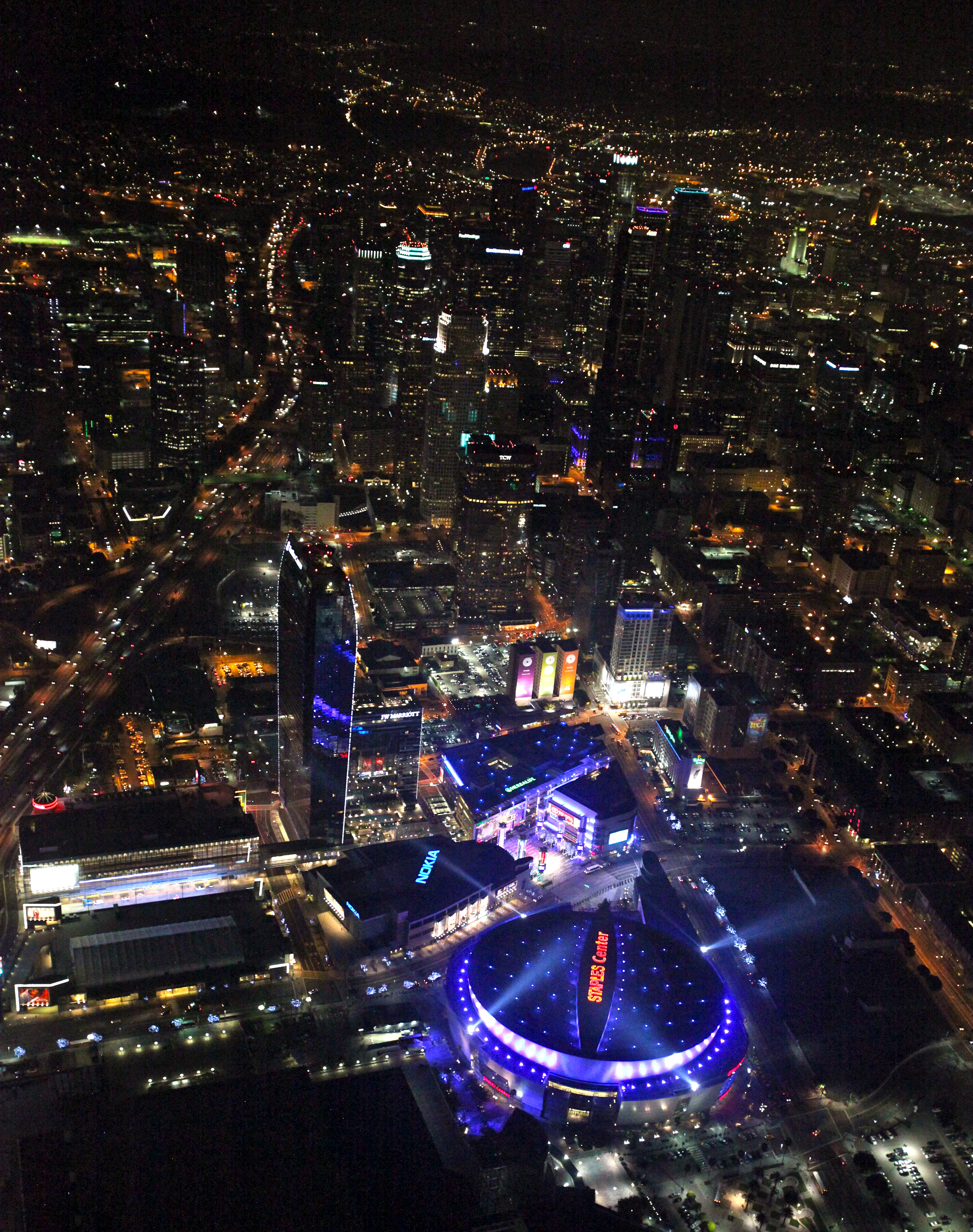
Vista aérea de centro de Los Ángeles y Crypto.com Arena.

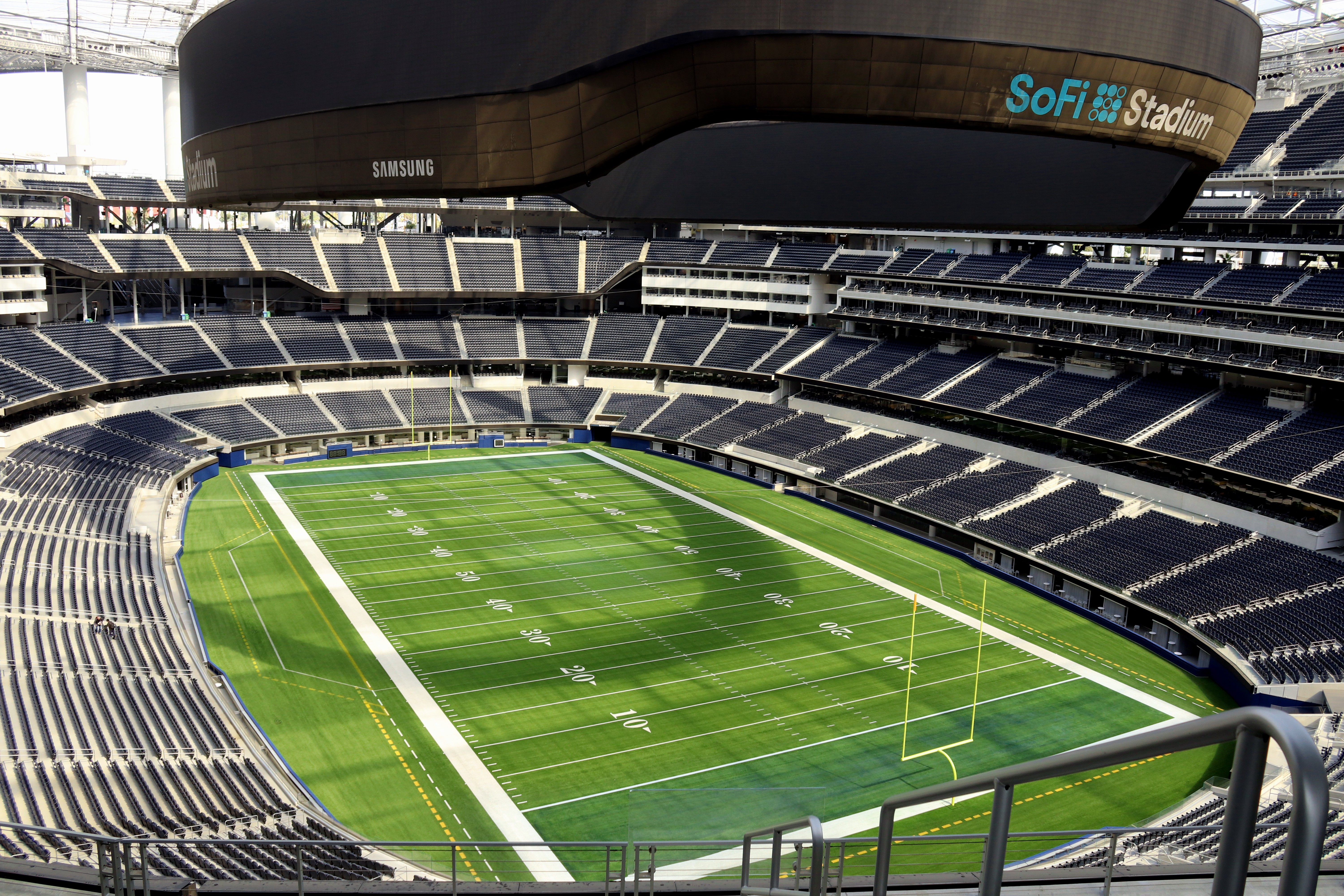
El estadio SoFi será sede de la natación y la ceremonia de apertura.

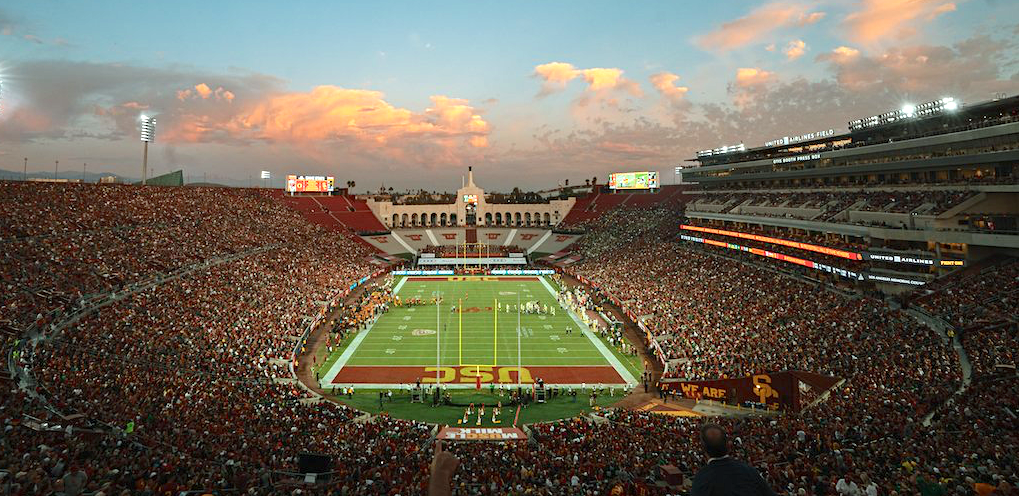
El Coliseo de Los Angeles, sede del atletismo y la ceremonia de clausura.

| Sede                  | Sede                                                                                   | Eventos                                   | Capacidad | Estatus                           |
| --------------------- | -------------------------------------------------------------------------------------- | ----------------------------------------- | --------- | --------------------------------- |
| Exposition Park / USC | Galen Center                                                                           | Bádminton                                 | 10 301    | Existente                         |
| Exposition Park / USC | LA84 Foundation/John C. Argue Swim Stadium (1932 Pool)                                 | Saltos                                    | 5000      | Existente con estructura temporal |
| Exposition Park / USC | Los Angeles Memorial Coliseum                                                          | Atletismo                                 | 60 000    | Existente                         |
| Exposition Park / USC | Los Angeles Memorial Coliseum                                                          | Ceremonias de apertura/clausura           | 60 000    | Existente                         |
| Exposition Park / USC | USC Village                                                                            | Villa para Medios, Centro de la Prensa    |           | Existente                         |
| Exposition Park / USC | BMO Stadium (Estadio Exposition Park)                                                  | Futbol Bandera                            | 22 000    | Existente                         |
| Exposition Park / USC | BMO Stadium (Estadio Exposition Park)                                                  | Lacrosse                                  | 22 000    | Existente                         |
| L.A. Live             | Crypto.com Arena (DTLA Arena)                                                          | Gimnasia (artística, rítmica y trampolín) | 18 000    | Existente                         |
| L.A. Live             | Los Angeles Convention Center                                                          | Esgrima                                   | 7000      | Existente                         |
| L.A. Live             | Los Angeles Convention Center                                                          | Taekwondo                                 | 7000      | Existente                         |
| L.A. Live             | Los Angeles Convention Center                                                          | Tenis de mesa                             | 5000      | Existente                         |
| L.A. Live             | Los Angeles Convention Center                                                          | Judo                                      | TBD       | Existente                         |
| L.A. Live             | Los Angeles Convention Center                                                          | Lucha                                     | TBD       | Existente                         |
| L.A. Live             | Peacock Theater                                                                        | Halterofilia                              | 7100      | Existente                         |
| L.A. Live             | Peacock Theater                                                                        | Boxeo                                     | 7100      | Existente                         |
| Figueroa Street       | "Camino peatonal" vendedores y entretenimiento. Conectando Exposition Park y L.A. Live | —                                         | —         | Existente                         |
| Grand Park            | Grand Park                                                                             | Maratón                                   | Temporal  | 5000                              |
| Grand Park            | Grand Park                                                                             | Caminata                                  | Temporal  | 5000                              |
| Grand Park            | Grand Park                                                                             | Ciclismo en ruta                          | Temporal  | 5000                              |
| Dodger Stadium        | Dodger Stadium                                                                         | Béisbol                                   | 56 000    | Existente                         |

### Valley Sports Park
El "Parque Deportivo del Valle" tendrá sedes temporales para eventos en el Centro de Recreación de Sepúlveda, en el Valle de San Fernando.
| Sede                            | Eventos           | Capacidad         | Estatus  |
| ------------------------------- | ----------------- | ----------------- | -------- |
| Sepulveda Basin Recreation Area | Basketbol 3x3     | 24 000 (4 x 6000) | Temporal |
| Sepulveda Basin Recreation Area | Ciclismo BMX      | 24 000 (4 x 6000) | Temporal |
| Sepulveda Basin Recreation Area | Skateboarding     | 24 000 (4 x 6000) | Temporal |
| Sepulveda Basin Recreation Area | Pentatlón Moderno | 24 000 (4 x 6000) | Temporal |

### South Bay Sports Park

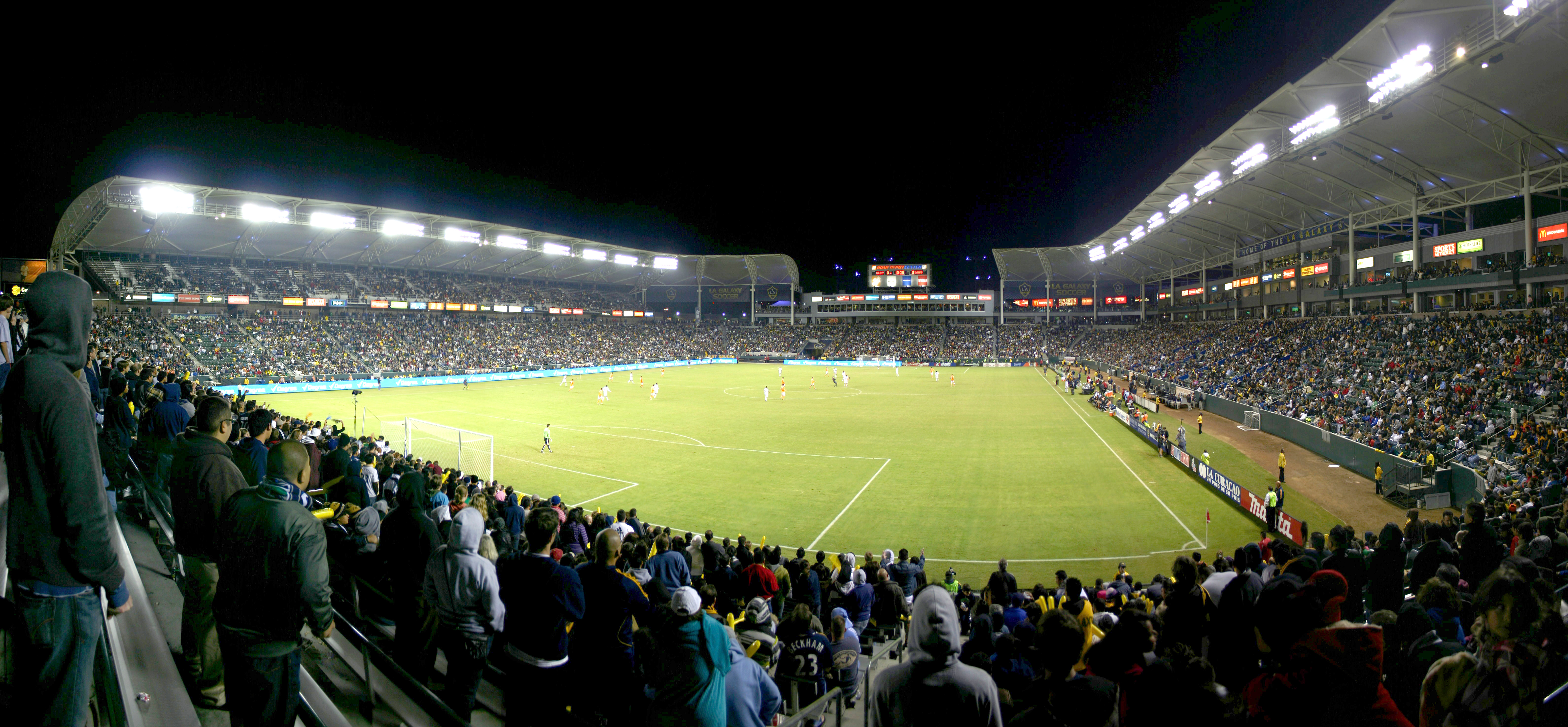
Dignity Health Sports Park Center

El parque South Bay está ubicado junto a la  Universidad Estatal de California, Dominguez Hills en el área de Carson.
| Venue                                       | Venue                                 | Eventos             | Capacidad                                       | Estatus   |
| ------------------------------------------- | ------------------------------------- | ------------------- | ----------------------------------------------- | --------- |
| Dignity Health Sports Park (Estadio Carson) | Estadio Principal (Carson Stadium)    | Rugby 7             | 27 000                                          | Existente |
| Dignity Health Sports Park (Estadio Carson) | Estadio Principal (Carson Stadium)    | Tiro con Arco       | 27 000                                          | Existente |
| Dignity Health Sports Park (Estadio Carson) | Estadio de Tenis (Carson Courts)      | Tenis               | 8000 (Estadio central)                          | Existente |
| Dignity Health Sports Park (Estadio Carson) | VELO Sports Center (Carson Velodrome) | Ciclismo de pista   | 2450                                            | Existente |
| Dignity Health Sports Park (Estadio Carson) | Campos (Carson Field)                 | Hockey sobre hierba | 15 000 (Campo primario) 5000 (Campo secundario) | Existente |

### Long Beach Sports Park

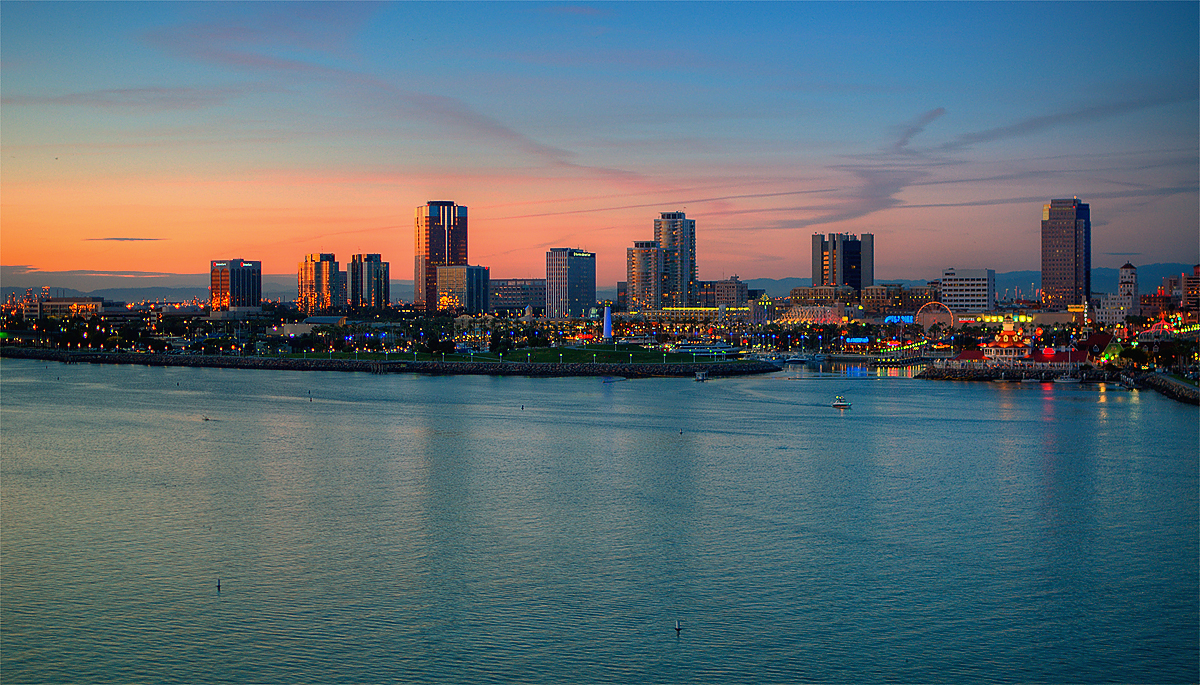
Long Beach

El parque deportivo de Long Beach tendrán sede de varios deportes frente al mar en Long Beach.
| Sede                                                                                      | Eventos                                      | Capacidad | Estatus   |
| ----------------------------------------------------------------------------------------- | -------------------------------------------- | --------- | --------- |
| Playa de Long Beach                                                                       | Natación en aguas abiertas                   | TBD       | Temporal  |
| Playa en Long Beach (Alamitos Beach)                                                      | Vóley playa                                  | TBD       | Temporal  |
| Centro de Convenciones de Long Beach (Salon de tiro de Long Beach)                        | Tiro (pistola, foso)                         | TBD       | Temporal  |
| Centro de Convenciones de Long Beach (Centro Acuático y Teatro de Escalada de Long Beach) | Natación Artística                           | TBD       | Temporal  |
| Centro de Convenciones de Long Beach (Centro Acuático y Teatro de Escalada de Long Beach) | Water polo                                   | TBD       | Temporal  |
| Centro de Convenciones de Long Beach (Centro Acuático y Teatro de Escalada de Long Beach) | Escalada Deportiva                           | TBD       | Temporal  |
| Arena Long Beach                                                                          | Balonmano                                    | 14 000    | Existente |
| Muelle Memorial Veteranos Belmont                                                         | Vela (iQFoil, Formula Kite)                  | TBD       | Temporal  |
| Puerto de Los Ángeles                                                                     | Vela (Laser, 49er, Dinghy, Skiff, multihull) | TBD       | Temporal  |
| Estadio Marítimo de Long Beach                                                            | Piragüismo                                   | 14,000    | Temporal  |
| Estadio Marítimo de Long Beach                                                            | Piragüismo en aguas tranquilas               | 14,000    | Temporal  |

### Westside
Varias sedes en los distritos del  West Los Angeles, conocido como "Westside", área oeste en Los Angeles.

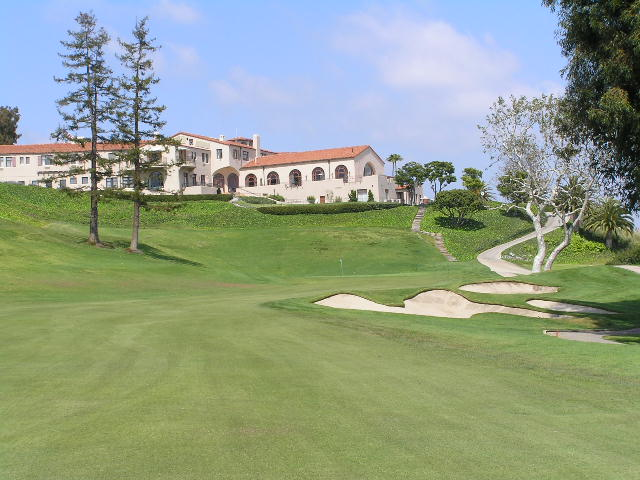
Riviera Country Club

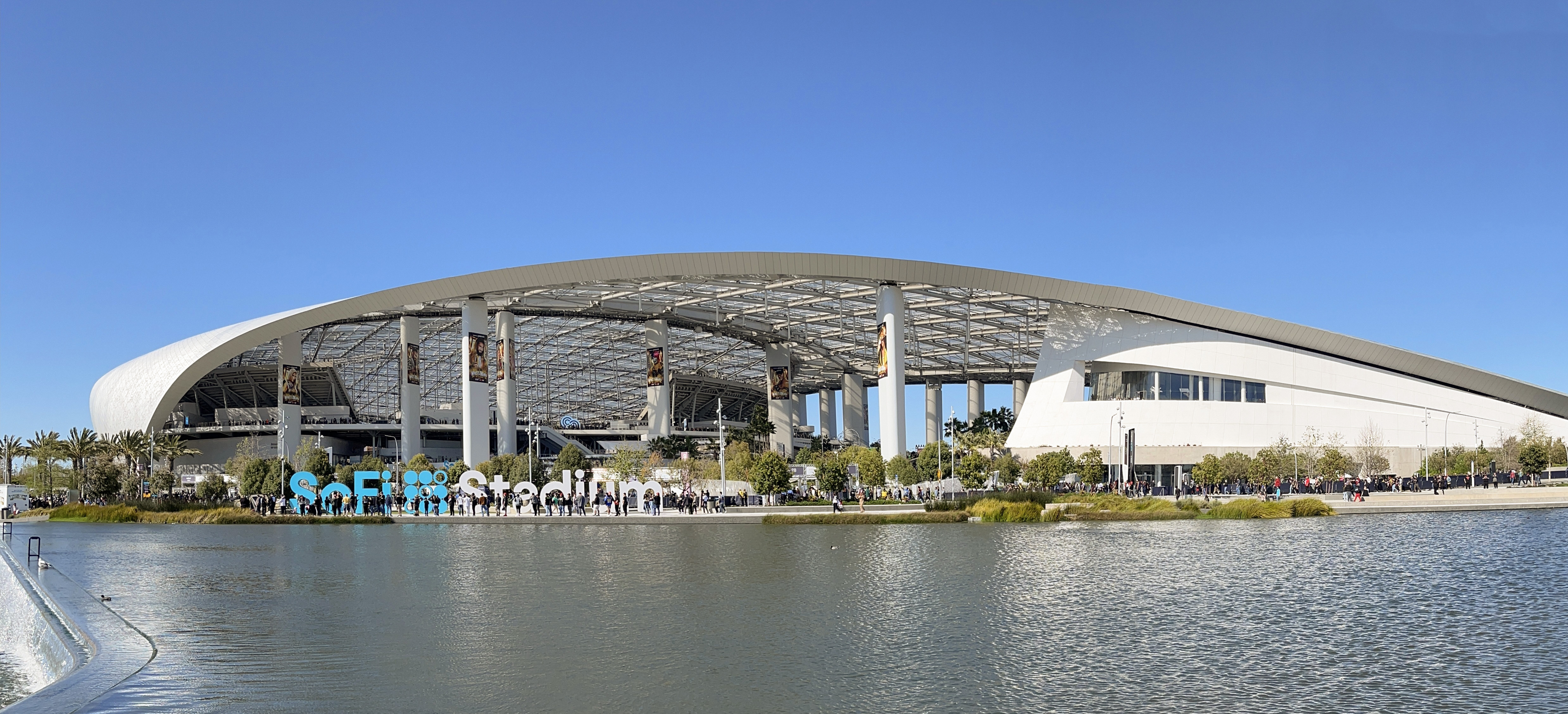
Estadio SoFi

| Sede                                    | Sede                                    | Eventos                                              | Capacidad      | Estatus           |
| --------------------------------------- | --------------------------------------- | ---------------------------------------------------- | -------------- | ----------------- |
| Venice Beach y Santa Mónica State Beach | Venice Beach y Santa Mónica State Beach | Maratón                                              | TBD            | Existente         |
| Venice Beach y Santa Mónica State Beach | Venice Beach y Santa Mónica State Beach | Ciclismo                                             | TBD            | Existente         |
| Venice Beach y Santa Mónica State Beach | Venice Beach y Santa Mónica State Beach | Triatlón                                             | TBD            | Existente         |
| Riviera Country Club                    | Riviera Country Club                    | Golf                                                 | 30 000         | Existente         |
| UCLA                                    | UCLA                                    | Villa Olimpica / Centro de entrenamiento y prácticas | —              | Existente         |
| Hollywood Park                          | SoFi Stadium (Estadio 2028)             | Ceremonias de apertura                               | 70 240–100 240 | Existente         |
| Hollywood Park                          | SoFi Stadium (Estadio 2028)             | Natación                                             | 38 000         | Existente         |
| Hollywood Park                          | Intuit Dome (Inglewood Dome)            | Baloncesto                                           | 18 000         | Existente         |
| Hollywood Park                          | Hollywood Park Studios                  | Centro Internacional de Prensa                       | —              | bajo construcción |
| Hollywood Park                          | Estudios NFL de Hollywood Park          | Centro de Medios                                     | —              | bajo construcción |

### Sedes en Sur de California
Varias sedes alrededor del área Gran Los Ángeles.

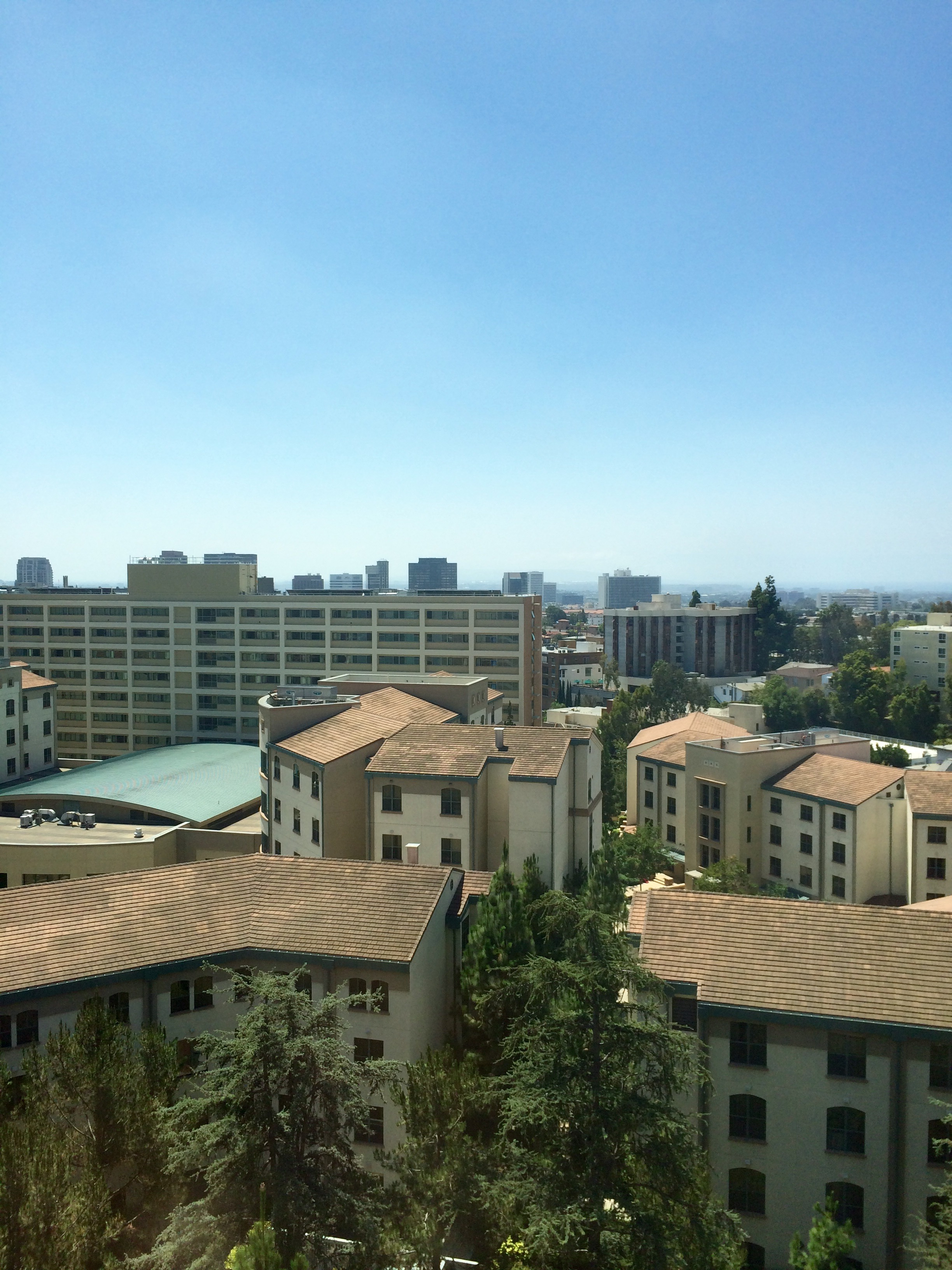
Villa Olimpica de UCLA

| Sede                                                                 | Ubicación              | Eventos                              | Capacidad | Estatus   |
| -------------------------------------------------------------------- | ---------------------- | ------------------------------------ | --------- | --------- |
| Estadio Rose Bowl                                                    | Pasadena               | Cuartos de Final / Finales de Fútbol | 100 000   | Existente |
| Santa Anita Park Turf                                                | Arcadia                | Equestre                             | TBD       | Existente |
| Fairplex (Fairgounds Cricket Stadium)                                | Pomona                 | Críquet                              | TBD       | Existente |
| LA Clays Shooting Sports Park (Centro de Tiro Whittier Narrows Clay) | South El Monte         | Tiro (rifle, skeet)                  | TBD       | Existente |
| Parque Regional Frank G. Bonelli                                     | San Dimas              | Ciclismo de montaña                  | 3000      | Temporal  |
| Área Recreativa de la Sierra de Santa Mónica                         | Sierra de Santa Mónica | Ciclismo de montaña                  | 2000      | Temporal  |
| Honda Center                                                         | Anaheim                | Voleibol                             | 17 174    | Existente |
| Universal Studios (Comcast Squash Center at Universal Studios)       | Universal City         | Squash                               | —         | Existente |
| Trestles Beach                                                       | Orange County          | Surf                                 | TBD       | Existente |

### Sedes fuera de California
| Sede                                   | Ubicación     | Eventos               | Capacidad | Estatus   |
| -------------------------------------- | ------------- | --------------------- | --------- | --------- |
| Devon Park (OKC Softball Park)         | Oklahoma City | Beisbol Femenino      | 13 000    | Existente |
| Riversport OKC (OKC Whitewater Center) | Oklahoma City | Piragüismo en eslalon | 8000      | Existente |

### Subsedes potenciales de Fútbol
De acuerdo con la propuesta de la candidatura de Los Ángeles, las sedes de fútbol estarán localizadas fuera de California. Los cuartos de finales y finales serán en el estadio Rose Bowl. Las sedes fuera de California no han sido anunciadas.

## Deportes
El programa de los Juegos Olímpicos de Verano de 2028 pretende incluir eventos de al menos 35 deportes base (con su multitud de disciplinas), incluyendo los 27 disputados desde 2016. Se presentarán algunos cambios, incluyendo la adición permanente de skateboarding, escalada deportiva y el surf, después de haber sido presentados como opcionales en 2020 y 2024. Estos deportes tenían como fin para el COI reemplazar el boxeo, el pentatlón moderno y la halterofilia, que fueron puestos en revisión debido a problemas de gestión. El pentatlón moderno y la halterofilia fueron reinstaurados, pero el boxeo permanece en estado provisional hasta nuevo aviso debido a problemas sin resolver. El Comité Organizador de los Ángeles 2028 propuso cinco deportes opcionales populares en Estados Unidos: beisbol/sóftbol, críquet, fútbol bandera, lacrosse y squash. Fueron aprobados por el COI en octubre de 2023 como parte de su política de presentar deportes olímpicos específicos para maximizar el interés local y su crecimiento.
- Atletismo (48)
- Baloncesto
  -  Baloncesto (2)
  -  Baloncesto 3×3 (2)
- Balonmano (2)
- Béisbol
  -  Béisbol (1)
  -  Sóftbol (1)
- Combinados
  -  Pentatlón moderno (2)
  -  Triatlón (3)
- Ciclismo
  -  BMX (4)
  -  Ciclismo de montaña (2)
  -  Ciclismo en pista (12)
  -  Ciclismo en ruta (4)
- Críquet
- Deportes acuáticos:
  -  Natación (37)
  -  Natación sincronizada (2)
  -  Piragüismo
    -  Eslalon (6)
    -  Esprint (10)

  -  Remo (14)
  -  Saltos (8)
  -  Surf (2)
  -  Vela (10)
  -  Waterpolo (2)
- Deportes de combate
  -  Esgrima (12)
  -  Judo (15)
  -  Lucha (18)
  -  Taekwondo (8)
- Deportes de disparo
  -  Tiro con arco (5)
  -  Tiro olímpico (15)
- Deportes ecuestres
  -  Concurso completo (2)
  -  Doma clásica (2)
  -  Salto ecuestre (2)
- Deportes con raqueta
  -  Bádminton (5)
  -  Squash (2) (Nuevo)
  -  Tenis (5)
  -  Tenis de mesa (5)
- Escalada deportiva (4)
- Fútbol (2)
- Fútbol bandera (2) (Nuevo)
- Gimnasia
  -  Gimnasia artística (14)
  -  Gimnasia rítmica (2)
  -  Trampolín (2)
- Golf (2)
- Halterofilia (10)
- Hockey sobre césped (2)
- Lacross (2)
- Rugby 7 (2)
- Skateboarding (4)
- Voleibol
  -  Voleibol (2)
  -  Voleibol de playa (2)

## Calendario
El calendario de Los Ángeles 2028 fue anunciado el 14 de julio de 2025.
| A | Apertura | ● | Competiciones | 1 | Eventos Finales | C | Clausura |

| Julio 2028              | Julio 2028                     | 12 Mie | 13 Jue | 14 Vie | 15 Sab | 16 Dom | 17 Lun | 18 Mar | 19 Mie | 20 Jue | 21 Vie | 22 Sab | 23 Dom | 24 Lun | 25 Mar | 26 Mie | 27 Jue | 28 Vie | 29 Sab | 30 Dom | Eventos |
| ----------------------- | ------------------------------ | ------ | ------ | ------ | ------ | ------ | ------ | ------ | ------ | ------ | ------ | ------ | ------ | ------ | ------ | ------ | ------ | ------ | ------ | ------ | ------- |
| Ceremonias              | Ceremonias                     |        |        | A      |        |        |        |        |        |        |        |        |        |        |        |        |        |        |        | C      |         |
| Natación                | Natación sincronizada          |        |        |        |        |        |        |        |        |        |        |        |        |        | ●      | 1      | ●      | ●      | 1      |        | 2       |
| Natación                | Saltos                         |        |        |        |        | ●      | 1      | ●      | 1      | ●      | 1      | 1      |        |        | 1      | 1      | 1      | 1      |        |        | 8       |
| Natación                | Natación en aguas abiertas     |        |        |        |        |        | 1      | 1      |        |        |        |        |        |        |        |        |        |        |        |        | 2       |
| Natación                | Natación                       |        |        |        |        |        |        |        |        |        |        | ●      | ●      | ●      | ●      | ●      | ●      | ●      | ●      | ●      | 41      |
| Natación                | Waterpolo                      | ●      | ●      |        | ●      | ●      | ●      | ●      | ●      | ●      | ●      | 1      | 1      |        |        |        |        |        |        |        | 2       |
| Tiro con Arco           | Tiro con Arco                  |        |        |        |        |        |        |        |        | ●      | 1      | ●      | ●      | 1      | 1      | 1      | 1      | 1      |        |        | 6       |
| Atletismo               | Atletismo                      |        |        |        | ●      | ●      | ●      | ●      | ●      | ●      | ●      | ●      | ●      | ●      |        |        | ●      |        | ●      | ●      | 48      |
| Bádminton               | Bádminton                      |        |        |        | ●      | ●      | ●      | ●      | ●      | ●      | 1      | 1      | 1      | 2      |        |        |        |        |        |        | 5       |
| Béisbol/Softball        | Béisbol                        |        |        |        | ●      | ●      | ●      | ●      | ●      | 1      |        |        |        |        |        |        |        |        |        |        | 1       |
| Béisbol/Softball        | Sóftbol                        |        |        |        |        |        |        |        |        |        |        |        | ●      | ●      | ●      | ●      | ●      | ●      | 1      |        | 1       |
| Baloncesto              | Baloncesto                     | ●      | ●      |        | ●      | ●      | ●      | ●      | ●      | ●      | ●      | ●      | ●      | ●      | ●      | ●      | ●      | ●      | 1      | 1      | 2       |
| Baloncesto              | 3×3 Basketball                 |        |        |        |        | ●      | ●      | ●      | ●      | ●      | ●      | 2      |        |        |        |        |        |        |        |        | 2       |
| Boxeo                   | Boxeo                          |        |        |        | ●      | ●      | ●      | ●      | ●      | ●      | ●      | ●      | ●      |        |        |        | ●      | ●      | ●      | ●      | 14      |
| Piragüismo              | Eslalon                        |        |        | ●      | 1      | 1      | ●      | 1      | 1      | ●      | ●      | 2      |        |        |        |        |        |        |        |        | 6       |
| Piragüismo              | Piragüismo en aguas tranquilas |        |        |        |        |        |        |        |        |        |        |        |        |        | ●      | ●      | ●      | ●      | ●      |        | 10      |
| Críquet                 | Críquet                        | ●      | ●      |        | ●      | ●      | ●      | ●      | ●      | 1      |        | ●      | ●      | ●      | ●      | ●      | ●      | ●      | 1      |        | 2       |
| Ciclismo                | Ciclismo en carretera          |        |        |        |        |        |        |        | 2      |        |        | 1      | 1      |        |        |        |        |        |        |        | 4       |
| Ciclismo                | Ciclismo en pista              |        |        |        |        |        |        |        |        |        |        |        |        |        | ●      | ●      | ●      | ●      | ●      | ●      | 12      |
| Ciclismo                | BMX                            |        |        |        | ●      | 2      |        |        |        |        |        |        |        |        |        |        |        | ●      | 2      |        | 4       |
| Ciclismo                | Ciclismo de Montaña            |        |        |        |        |        | 1      | 1      |        |        |        |        |        |        |        |        |        |        |        |        | 2       |
| Ecuestres               | Doma de equipos                |        |        |        |        |        |        |        |        | ●      | ●      |        | 1      | 1      |        |        |        |        |        |        | 2       |
| Ecuestres               | Doma individual                |        |        |        | ●      | ●      | ●      | 2      |        |        |        |        |        |        |        |        |        |        |        |        | 2       |
| Ecuestres               | Saltos                         |        |        |        |        |        |        |        |        |        |        |        |        |        | ●      | 1      |        | ●      | 1      |        | 2       |
| Esgrima                 | Esgrima                        |        |        |        | 2      | 2      | 2      | 1      | 1      | 1      | 1      | 1      | 1      |        |        |        |        |        |        |        | 12      |
| Hockey sobre hierba     | Hockey sobre hierba            | ●      | ●      |        | ●      | ●      | ●      | ●      | ●      | ●      | ●      | ●      | ●      | ●      | ●      | ●      | ●      | 1      | 1      |        | 2       |
| Futbol bandera          | Futbol bandera                 |        |        |        | ●      | ●      | ●      | ●      | ●      | ●      | 1      | 1      |        |        |        |        |        |        |        |        | 2       |
| Fútbol                  | Fútbol                         | ●      | ●      |        | ●      | ●      |        | ●      | ●      |        | ●      | ●      |        | ●      | ●      |        | ●      | 1      | 1      |        | 2       |
| Golf                    | Golf                           |        |        |        |        |        |        |        | ●      | ●      | ●      | 1      | ●      | 1      |        | ●      | ●      | ●      | 1      |        | 3       |
| Gimnasia                | Gimnasia                       |        |        |        | ●      | ●      | 1      | 1      | 1      | 1      |        | 3      | 3      | 4      | 1      |        |        |        |        |        | 15      |
| Gimnasia                | Gimnasia rítmica               |        |        |        |        |        |        |        |        |        |        |        |        |        |        |        | ●      | 1      | 1      |        | 2       |
| Gimnasia                | Trampolín                      |        |        |        |        |        |        |        |        |        | 2      |        |        |        |        |        |        |        |        |        | 2       |
| Balonmano               | Balonmano                      | ●      | ●      |        | ●      | ●      | ●      | ●      | ●      | ●      | ●      | ●      | ●      | ●      | ●      | ●      | 1      | 1      |        |        | 2       |
| Judo                    | Judo                           |        |        |        | 2      | 2      | 2      | 2      | 2      | 2      | 2      | 1      |        |        |        |        |        |        |        |        | 15      |
| Lacross                 | Lacross                        |        |        |        |        |        |        |        |        |        |        |        |        | ●      | ●      | ●      | ●      | ●      | 2      |        | 2       |
| Pentatlón               | Pentatlón                      |        |        |        | ●      | ●      | 1      | 1      |        |        |        |        |        |        |        |        |        |        |        |        | 2       |
| Remo                    | Remo                           |        |        |        | ●      | ●      | 2      | 2      | 2      | 2      | 2      | 2      |        |        |        |        |        |        |        |        | 12      |
| Remo                    | Remo costero                   |        |        |        |        |        |        |        |        |        |        |        |        | 1      | 1      |        |        |        |        |        | 2       |
| Rugby 7                 | Rugby 7                        | ●      | ●      |        | 1      | ●      | ●      | 1      |        |        |        |        |        |        |        |        |        |        |        |        | 2       |
| Vela                    | Vela                           |        |        |        |        | ●      | ●      | ●      | ●      | ●      |        |        | ●      | ●      | ●      | ●      | ●      | ●      |        |        | 10      |
| Tiro                    | Tiro                           |        |        |        | ●      | ●      | ●      | ●      | ●      | ●      | ●      | ●      | ●      | ●      | ●      |        |        |        |        |        | 15      |
| Skateboarding           | Skateboarding                  |        |        |        |        |        |        | ●      | 1      | 1      |        |        |        |        | ●      | 1      | 1      |        |        |        | 4       |
| Escalada deportiva      | Escalada deportiva             |        |        |        |        |        |        |        |        |        |        |        |        | ●      | ●      | ●      | ●      | ●      | ●      |        | 6       |
| Squash                  | Squash                         |        |        |        | ●      | ●      | ●      | ●      | ●      | ●      | ●      | ●      | 1      | 1      |        |        |        |        |        |        | 2       |
| Surf                    | Surf                           |        |        |        | ●      | ●      | ●      | 2      |        |        |        |        |        |        |        |        |        |        |        |        | 2       |
| Tenis de mesa           | Tenis de mesa                  |        |        |        | ●      | ●      | 1      | 1      | 1      | ●      | ●      | 1      | 1      | ●      | ●      | ●      | ●      | ●      | 1      |        | 6       |
| Taekwondo               | Taekwondo                      |        |        |        |        |        |        |        |        |        |        |        |        |        |        | 2      | 2      | 2      | 2      |        | 8       |
| Tenis                   | Tenis                          |        |        |        |        |        |        |        | ●      | 1      | ●      | ●      | ●      | ●      | ●      | ●      | 2      | 2      |        |        | 5       |
| Triatlón                | Triatlón                       |        |        |        | 1      | 1      |        |        |        | 1      |        |        |        |        |        |        |        |        |        |        | 3       |
| Voleibol                | Voleibol playa                 |        |        |        | ●      | ●      | ●      | ●      | ●      | ●      | ●      | ●      | ●      | ●      | ●      | ●      | ●      | 1      | 1      |        | 2       |
| Voleibol                | Voleibol                       |        |        |        | ●      | ●      | ●      | ●      | ●      | ●      | ●      | ●      | ●      | ●      | ●      | ●      | ●      | ●      | 1      | 1      | 2       |
| Halterofilia            | Halterofilia                   |        |        |        |        |        |        |        |        |        |        |        |        |        | 2      | 2      | 2      | 2      | 2      |        | 10      |
| Lucha                   | Lucha                          |        |        |        |        |        |        |        |        |        |        |        |        | ●      | 3      | 3      | 3      | 3      | 3      | 3      | 18      |
| Eventos Finales Diarios | Eventos Finales Diarios        | 0      | 0      | 0      |        |        |        |        |        |        |        |        |        |        |        |        |        |        |        |        | 351     |
| Total                   | Total                          | 0      | 0      | 0      |        |        |        |        |        |        |        |        |        |        |        |        |        |        |        | 351    | 351     |

## Inauguración
Los Juegos Olímpicos serán inaugurados el 14 de julio a las 5:00 de la tarde en el Estadio 2028 (SoFi Stadium) y el Coliseo. Exejecutivo de Disney y Fox Studios Peter Rice, fue contratado para producir las ceremonias olímpicas.

## Transmisión
- Albania - RTSH[59][60]
- Australia - Nine Network[59][60]
- Austria - ORF[61]
- Bélgica - RTBF, VRT[62][63]
- Brasil - Grupo Globo[64]
- Bulgaria - BNT[65]
- Canadá - CBC/Radio-Canada[66]
- China - CMG[67]
- Corea del Norte - JTBC[68]
- Corea del Sur - JTBC[68]
- Estados Unidos - NBCUniversal[69]
- Croacia - HRT[70]
- Dinamarca - DR, TV 2[71]
- Japón - Japan Consortium[72]